# Gustawa Patro
Gustawa Michalina Patro (ur. 29 września 1927 w Laskowicy Wielkiej, zm. 9 listopada 2019 w Wągrowcu) – polska regionalistka, doktor nauk humanistycznych, historyczka, publicystka.

## Życiorys
Ukończyła szkołę powszechną w Laskownicy. W czasie wojny wysiedlona z rodzinnego gospodarstwa i skierowana do pracy przymusowej na terenie III Rzeszy. Po wojnie rozpoczęła naukę na Uniwersytecie Ludowym (Borówek Stary). W latach 50. pracowała jako nauczycielka w Borzęciczkach, Szczurach, Łukowie i Lechlinie. Od 1969 do 1983 zajmowała się biblioteką w Liceum Ogólnokształcącym im. Powstańców Wielkopolskich w Wągrowcu. Skończyła studia na Wydziale Filozoficzno-Historycznym w Poznaniu (UAM), stopień doktora nauk humanistycznych otrzymała w 1977 roku, również na Uniwersytecie im. Adama Mickiewicza. Prowadziła zespoły teatralne, drużynę harcerską, działała w Związku Młodzieży Wiejskiej w Pile. Była w Radzie Wielkopolskiego Towarzystwa Kulturalnego w Poznaniu, zajmowała się kroniką Towarzystwa Naukowego im. Stanisława Staszica w Pile, kroniką wągrowieckiego ZNP oraz kroniką Towarzystwa im. Stanisława Mikołajczyka Oddział w Wągrowcu. Zajmowała się także Uniwersytetami Ludowymi, pracując w sekcji - przy Zarządzie Krajowym ZMW w Warszawie. Należała do ZNP i PSL.
Zmarła 9 listopada 2019 w Wągrowcu. Pochowana 14 listopada 2019 w Grylewie.

## Działalność i odznaczenia
Zajmowała się historią, etnografią i kulturą Pałuk. Była autorką książek (około 40) i licznych artykułów dotyczących między innymi Wągrowca. Zajmowała się także twórczością rękodzielniczą. Za swoją działalność, również społeczną, otrzymała wiele nagród i wyróżnień (Złoty Krzyż Zasługi, Zasłużony Działacz Kultury, Złota Odznaka Honorowa za zasługi w rozwoju województwa pilskiego, Medal 600-lecia Miasta Wągrowca, Krzyż Kawalerski Orderu Odrodzenia Polski, Medal Komisji Edukacji Narodowej, Medal 30-lecia PTTK w Wągrowcu, Złotą Odznakę Związku Nauczycielstwa Polskiego, Honorową Nagrodę Miasta Wągrowca, Honorową Nagrodę Kulturalną Towarzystwa Przyjaciół Ziemi Pałuckiej (była honorową członkinią tego Towarzystwa), statuetka Wielkopolskiego Towarzystwa Kulturalnego).

## Wybrane publikacje
- Wągrowiec, zarys dziejów (1982)
- Gmina Wągrowiec (2000)
- Powiat wągrowiecki 1795–1975 (2000)
- Mieszczaństwo i ziemiaństwo polskie w walce o przewodnictwo polityczne w Wielkim Księstwie Poznańskim w latach 1871–1893 (2001)
- Początki i rozwój szkolnictwa powszechnego w powiecie wągrowieckim w latach 1945–1948 (2001)
- Wycinanki pałuckie (2001)
- Miasto i gmina Skoki (2001)
- Miejscowości wchodzące w skład gminy Mieścisko (2002)
- Materiały do dziejów powiatu wągrowieckiego (2002)
- Stanisław Mikołajczyk (2003)
- Twórczość ludowa na Pałukach. Poradnik (2003)
- Miasta w powiecie wągrowieckim (2004)
- Miasto Wągrowiec 1381-2006 (2006)
- Autobiografia (2007)
- Pamiętajmy o tych, którzy cierpieli i zginęli w czasie II Wojny Światowej i okupacji w latach 1939–1945 (2007)
- Twórczość ludowa na terenie powiatu wągrowieckiego (2008)
- Legendy i opowiadania w powiecie wągrowieckim (2008)
- Kronika wydarzeń 1981–2009 (2009)[8]